# Pseudomyrmex brunneus
Pseudomyrmex brunneus es una especie de hormiga del género Pseudomyrmex, subfamilia Pseudomyrmecinae. Fue descrita científicamente por Smith en 1877.
Se encuentra en el sur de Estados Unidos y en México.